# 松井直哉
松井　直哉（まつい　なおや、1967年5月22日　- ）は北海道出身のスキージャンプ選手、ミュージシャン、音楽プロデューサー。
旧姓宮村

## 人物
- 少年時代よりジャンプを始め、札幌向陵中学校時代には第23回雪印杯ジュニアの部4位入賞、第14回北海道中学校スキー大会7位入賞などの成績を残す。北海高校に進学し2年次のインターハイでは5位入賞。
- 27歳のとき音楽を志し、独学でキーボードをマスター。以後音楽活動を本格化させる
- 2005年に札幌出身の女性ボーカリストuBee（アビー）とユニット「uBee Jumps」を結成、メジャーデビューを果たす。
- 2008年にはGT-JOE名義でユニット「YELLOW†DIAMOND」に参加・プロデュース。ラジオのDJを務めるなど活動の幅を広げている。
- スキージャンプの方でも2001年から競技に復帰。毎年国体や全日本選手権などに東京都代表として出場、2003年名寄と2004年山形の両国体成年C（35歳以上）で2年連続2位入賞するなど「空飛ぶミュージシャン」として活躍中。また、伊藤杯シーズンファイナル大倉山ナイタージャンプ大会にも出場しており、40代ながらラージヒルの公式戦に出場している。

## 作品
- uBee Jumps
  - STILL～Sweet Soul、Sentimental～　発売元 M&I、販売元ポニーキャニオン。2005年10月19日リリース
- YELLOW†DIAMOND 
  - HIKARI 2008年2月14日リリース